# 謝龍介
謝 龍介（しゃ りゅうかい、1961年〈民国50年〉10月3日 - ）は、中華民国（台湾）の政治家。中国国民党所属。2002年（民国91年）から2022年（民国111年）まで20年間に渡って台南市議会議員を務め、2024年（民国113年）には立法委員に選出された。台南市議会議員時代に、当時台南市長であった頼清徳と激しい対立を繰り広げたことで知られる。

## 来歴
職業軍人として海軍陸戦隊に所属した後、1990年代に台南市北区安民里の里長を務め、1998年（民国87年）の台南市議会議員選挙に出馬したものの落選。4年後の2002年（民国91年）に再出馬し、初当選を果たした。
2004年（民国93年）、イベントにて謝龍介が台湾語を流暢に話していたのが国民党主席の連戦の目に留まり、文化伝播委員会のスポークスマンに抜擢された。しかし、翌2005年（民国94年）に馬英九が国民党主席選挙に出馬すると、謝龍介は馬英九の選挙運動を応援するためスポークスマンの職を辞した。
2006年（民国95年）に国内各地で発生した陳水扁政権の退陣要求運動（百万人民倒扁運動）には謝龍介も参加し、9月19日から25日までの7日間、謝龍介ら数名の議員が市議会議場前で座り込みを行った。同年の高雄市長選挙では、国民党の黄俊英候補の選挙対策本部の結成大会にて、民主進歩党（民進党）の陳菊候補の容姿を揶揄して「冬瓜菊」と呼び、民進党側や女性団体からの批判を招いた。謝龍介は後にこの失言を取り消し、黄俊英は自ら陳菊の元に赴いて謝罪の花束を贈呈したものの、最終的には約1000票の僅差で陳菊が当選した。
2007年（民国96年）5月16日、民進党の政治家の汚職を報じる紙面の切り抜きを用いたトランプ「緑色執政の腐敗の全記録（綠色執政貪腐全紀錄）」が国民党から発行されることが発表された。この発表を行った謝龍介は「このトランプが世に出回ることで、国民は忘れ去られていた民進党の悪事の数々を思い出すことができる」と述べた。台南市議会民進党団団長の劉益昌議員は、前述のトランプに自身の報道写真が掲載されたことに不満を抱き、5月22日の市議会での会議中、謝龍介に向けて紙袋に入った糞を撒き散らし、罵声を浴びせた。民進党団は直ちに謝罪したが、国民党団は会議の無期限休会を決定し、劉益昌の行為を公然侮辱として台湾台南地方検察署に告訴した。翌2008年（民国97年）10月6日、台湾台南地方法院は劉益昌に対し6か月の懲役と54万元の罰金を言い渡した。
2007年8月31日、立法委員の呉育昇と共同で、民進党政権から台湾を守る団体として「保台護土反貪連盟」を結成した。
2008年、国民党中央委員会常務委員に選出された。
2009年（民国98年）5月10日、同年に実施を予定していた第16回台南市長選挙に向けた国民党内での予備選挙にて、78.73%の票を獲得して市長候補に選ばれた。しかし、翌2010年（民国99年）12月25日に台南市と台南県が合併して直轄市に昇格することが決定し、現任市長の任期もそこまで延長されることになったため、選挙の実施は中止された。
2013年（民国102年）、台南市長の頼清徳が台湾糖業公司の不祥事（台糖售地案）の主要人物とされる呉乃仁と洪奇昌（ともに民進党員）の無罪を支持することに政治生命を捧げてもいいと表明したが、翌2014年（民国103年）3月26日、洪奇昌は無罪、呉乃仁は有罪（懲役6か月）という再審判決が下った。5月22日、謝龍介は質疑にて頼清徳に対し「あなたは2人の無罪を保証したが、実際には呉乃仁に有罪判決が下った。あなたは約束を守って辞職すべきだ」と述べた。頼清徳はこれに応じず、「謝議員、まずはあなたが辞職しなさい」と述べた。これを受けて謝龍介は辞表を提出した。総統兼国民党主席の馬英九は謝龍介の行動を「国民党は約束を守り、高い道徳観を持っている」と称賛した。辞職から約半年後の11月29日に実施された選挙に出馬して当選し、議員に返り咲いた。
2015年（民国104年）6月27日、新北市の八仙水上楽園で爆発事故が発生し、500人近くが負傷した。6月30日、謝龍介は被害者のために自身の給料1か月分を寄付した。
2017年（民国106年）9月5日、頼清徳の行政院長就任とそれに伴う市長退任が決定すると、謝龍介は頼清徳に対し「あなたがどこへ行こうとも、私は世界の果てまであなたを追いかけ、一生あなただけを見張る」と宣言した。インターネット上では、この発言が「愛の告白」であると解釈されてミーム（KUSO）として広まり、中国語版ウィキペディアの「謝龍介」の記事では、「配偶」の欄に「頼清徳」と記載されるなどの荒らし投稿が見られた。
2018年（民国107年）8月14日、台南市慰安婦人権平等促進会が国民党台南市党部に隣接する空き地に慰安婦像を設置した。9月6日、日本の民間団体「慰安婦の真実国民運動」のメンバーが国民党台南市党部を訪れ、慰安婦像の即時撤去・碑文の内容の根拠の提示・公開討論会の開催を求める文書を同党部の主任委員である謝龍介に提出し、謝龍介は質問への回答や公開討論会の開催に前向きな反応を示した。しかし、この時、同団体幹事の藤井実彦が慰安婦像に蹴りを入れていたことが監視カメラの映像により判明し、9月9日、謝龍介はFacebookに「あなた（藤井）は台湾がまだ日本の植民地だと思っているのか?」などの内容を含む抗議声明を投稿した。9月10日には日本台湾交流協会の台北事務所を訪れ、協会と藤井に謝罪を求めると同時に、台北駐日経済文化代表処の謝長廷代表に対し、日本の安倍晋三内閣総理大臣に厳重に抗議するよう求めた。
2022年（民国111年）11月26日に実施された第4回台南市長選挙には国民党候補として出馬したが、現職の黄偉哲（民進党所属）に約5万票の差で敗れた。これは、2010年の台南県市合併以降で国民党候補が民進党候補に最も迫った市長選挙であった。
2023年（民国112年）11月19日、国民党は翌2024年（民国113年）1月13日に実施される第11回立法委員選挙における全国不分区および僑居国外国民選挙区（比例区）の名簿を公表し、謝龍介は第10位とされた。この選挙で謝龍介は当選し、2月11日に立法委員に就任した。
2024年9月15日、謝龍介は2026年（民国115年）に実施される予定の第5回台南市長選挙への出馬意欲を示した。

## 人物
- 台湾語に堪能であり、議会などの公の場でもしばしば用いている。とある外省人がラジオ番組にて「謝龍介は眷村育ちの外省人でありながら熱心に台湾語を学び、流暢に話せるようになった」と称賛したことをきっかけに、謝龍介が外省人であるとの誤った認識が広まっているが、実際には先祖代々台南に住んでいる台湾本省人である[4][36]。
- 馬英九を師と仰いでおり、台南にある自身の事務所には孫文と馬英九の肖像が飾られている[3]。
- 仏教と道教を信仰している[37]。
- 謝龍介と頼清徳はともに統一ライオンズ（台南を拠点とするプロ野球球団）のファンであり、謝龍介はかつて頼清徳に「台南に市民球団を作ろう」と提案したことがある。頼清徳はこの提案を気に入り、設立のための協議を進めた末、2014年に市民球団「台南市成棒隊（中国語版）」が設立された。しかし、協議のメンバーが徐々に民進党関係者で固められていった状況を受けて、謝龍介は「民進党の手柄にされた」と感じたという[3]。

## 選挙記録
| 年   | 選挙                 | 選挙区                                     | 所属政党   | 得票数    | 得票率 | 当選 |
| ---- | -------------------- | ------------------------------------------ | ---------- | --------- | ------ | ---- |
| 1998 | 第14回台南市議員選挙 | 第四選挙区                                 | 中国国民党 | 3,420     | 6.69%  |      |
| 2002 | 第15回台南市議員選挙 | 第四選挙区                                 | 中国国民党 | 2,826     | 6.66%  |      |
| 2005 | 第16回台南市議員選挙 | 第四選挙区                                 | 中国国民党 | 7,549     | 13.57% |      |
| 2010 | 第1回台南市議員選挙  | 第十一選挙区                               | 中国国民党 | 10,451    | 14.98% |      |
| 2012 | 第8回立法委員選挙    | 台南市第三選挙区                           | 中国国民党 | 84,095    | 37.23% |      |
| 2014 | 第2回台南市議員選挙  | 第十一選挙区                               | 中国国民党 | 11,354    | 17.82% |      |
| 2016 | 第9回立法委員選挙    | 台南市第三選挙区                           | 中国国民党 | 53,705    | 25.73% |      |
| 2018 | 第3回台南市議員選挙  | 第八選挙区                                 | 中国国民党 | 23,893    | 22.94% |      |
| 2019 | 立法委員補選         | 台南市第二選挙区                           | 中国国民党 | 59,194    | 44.31% |      |
| 2020 | 第10回立法委員選挙   | 全国不分区および僑居国外国民立法委員選挙区 | 中国国民党 | 4,723,504 | 33.36% |      |
| 2022 | 第4回台南市長選挙    | 台南市                                     | 中国国民党 | 387,731   | 43.63% |      |
| 2024 | 第11回立法委員選挙   | 全国不分区および僑居国外国民立法委員選挙区 | 中国国民党 | 4,764,576 | 34.58% |      |